# Ukrainischer Fußballpokal 2021/22
Der Ukrainische Fußballpokal 2021/22 war die 31. Austragung des ukrainischen Pokalwettbewerbs der Männer. Der Wettbewerb startete am 4. August 2021 und sollte am 11. Mai 2022 mit dem Finale enden.
Nach dem Russischen Überfalls auf die Ukraine 2022 am 24. Februar 2022 wurde der Wettbewerb zunächst unterbrochen und am 26. April 2022 auf einer außerordentlichen Hauptversammlung vor dem Viertelfinale abgebrochen und für beendet erklärt.

## Modus
Alle Begegnungen werden in einem Spiel ausgetragen. Bei unentschiedenem Ausgang wird zur Ermittlung des Siegers eine Verlängerung gespielt. Steht danach kein Sieger fest, folgt ein Elfmeterschießen. Die unterklassigen Teams haben Heimrecht.

## Teilnehmende Teams
| Premjer-Liha (16) | Perscha Liha (16) | Druha Liha (31) | Amateur-Pokal (2)                       |
| --- | --- | --- | --------------------------------------- |
| - Desna Tschernihiw - SK Dnipro-1 - Dynamo Kiew - Inhulez Petrowe - Kolos Kowaliwka - FK Lwiw - FK Mariupol - Metalist Charkiw - FK Mynaj - FK Oleksandrija - Ruch Lwiw - Schachtar Donezk - Sorja Luhansk - Tschornomorez Odessa - NK Weres Riwne - Worskla Poltawa | - Ahrobisnes Wolotschysk - Alians Lypowa Dolyna - WPK-Ahro Schewtschenkiwka - FK Kramatorsk - Hirnyk-Sport Horischni Plawni - Kremin Krementschuk - Krywbas Krywyj Rih - Metalist Charkiw - Nywa Ternopil - Obolon Kiew - Olympik Donezk - Podillja Chmelnyzkyj - FK Polissja Schytomyr - FK Prykarpattja Iwano-Frankiwsk - FK Uschhorod - Wolyn Luzk | - Balkany Sorja - FSK Bukowina Czernowitz - Dinas Wyschhorod - Dnipro Tscherkassy - Enerhija Nowa Kachowka - Episentr Dunajiwzi - Jarud Mariupol - Karpaty Halytsch - Karpaty Lwiw - AFSK Kiew - Krystal Cherson - Liwyj Bereh Kiew - Ljubomyr Stawyschtsche - Metalurh Saporischschja - MFA Mukatschewo - MFK Mykolajiw - FK Nikopol - Nywa Winnyzja - Peremoha Dnipro - SK Poltawa - Real-Pharma Odessa - Rubikon Kiew - Skoruk Tomakiwka - FK Sumy - Tawrija Simferopol - FK Trostjanez - FK Tschajka - LNS Tscherkassy - FK Tschernihiw - Wiktorija Mikolajiw - FK Wowtschansk | - Olimpija Sawynzi - Phönix Pidmonastyr |

## 1. Qualifikationsrunde
Teilnehmer: 8 Drittligisten und die beiden Finalisten des Amateur-Pokals.
| Datum      |                         | Ergebnis  |                              |
| ---------- | ----------------------- | --------- | ---------------------------- |
| 04.08.2021 | Phönix Pidmonastyr (Am) | 2:0       | MFA Mukatschewo (III)        |
| 04.08.2021 | Olimpija Sawynzi (Am)   | 6:0       | Ljubomyr Stawyschtsche (III) |
| 04.08.2021 | Skoruk Tomakiwka (III)  | 1:0       | FK Trostjanez (III)          |
| 04.08.2021 | Liwyj Bereh Kiew (III)  | 1:0 n. V. | SK Poltawa (III)             |
| 04.08.2021 | Karpaty Lwiw (III)      | 3:0       | AFSK Kiew (III)              |

## 2. Qualifikationsrunde
Teilnehmer: Die 5 Sieger der 1. Qualifikationsrunde, die 16 Zweitligisten und 23 Drittligisten
| Datum      |                               | Ergebnis              |                                      |
| ---------- | ----------------------------- | --------------------- | ------------------------------------ |
| 17.08.2021 | Skoruk Tomakiwka (III)        | 4:2                   | Wiktorija Mikolajiw (III)            |
| 18.08.2021 | Tawrija Simferopol (III)      | 3:2                   | Dnipro Tscherkassy (III)             |
| 18.08.2021 | FK Sumy (III)                 | 0:1                   | Metalurh Saporischschja (III)        |
| 18.08.2021 | Phönix Pidmonastyr (Am)       | 2:6                   | FK Prykarpattja Iwano-Frankiwsk (II) |
| 18.08.2021 | Jarud Mariupol (III)          | 1:3                   | Metalist Charkiw (II)                |
| 18.08.2021 | Real-Pharma Odessa (III)      | 0:2                   | WPK-Ahro Schewtschenkiwka (II)       |
| 18.08.2021 | Peremoha Dnipro (III)         | 1:2                   | Hirnyk-Sport Horischni Plawni (II)   |
| 18.08.2021 | Olimpija Sawynzi (Am)         | 0:1                   | FK Wowtschansk (III)                 |
| 18.08.2021 | MFK Mykolajiw (III)           | 1:1 n. V. (3:1 i. E.) | Krywbas Krywyj Rih (II)              |
| 18.08.2021 | FK Uschhorod (II)             | 0:1                   | Nywa Ternopil (II)                   |
| 18.08.2021 | FK Nikopol (III)              | 2:0                   | Krystal Cherson (III)                |
| 18.08.2021 | Episentr Dunajiwzi (III)      | 3:0                   | Podillja Chmelnyzkyj (II)            |
| 18.08.2021 | FK Tschajka (III)             | 1:1 n. V. (3:5 i. E.) | FK Tschernihiw (III)                 |
| 18.08.2021 | Balkany Sorja (III)           | 4:2                   | Enerhija Nowa Kachowka (III)         |
| 18.08.2021 | Nywa Winnyzja (III)           | 1:1 n. V. (3:5 i. E.) | Wolyn Luzk (II)                      |
| 18.08.2021 | Dinas Wyschhorod (III)        | 1:3                   | Obolon Kiew (II)                     |
| 18.08.2021 | FSK Bukowina Czernowitz (III) | 2:0                   | Ahrobisnes Wolotschysk (II)          |
| 18.08.2021 | Rubikon Kiew (III)            | 0:5                   | FK Polissja Schytomyr (II)           |
| 18.08.2021 | Liwyj Bereh Kiew (III)        | 2:3                   | Olympik Donezk (II)                  |
| 18.08.2021 | Karpaty Lwiw (III)            | 1:0                   | Karpaty Halytsch (III)               |
| 18.08.2021 | Alians Lypowa Dolyna (II)     | 2:1                   | FK Kramatorsk (II)                   |
| 18.08.2021 | LNS Tscherkassy (III)         | 1:0                   | Kremin Krementschuk (II)             |

## 3. Qualifikationsrunde
Teilnehmer: Die 22 Sieger der 2. Qualifikationsrunde
| Datum      |                               | Ergebnis              |                                      |
| ---------- | ----------------------------- | --------------------- | ------------------------------------ |
| 31.08.2021 | Episentr Dunajiwzi (III)      | 1:0                   | Nywa Ternopil (II)                   |
| 31.08.2021 | FK Nikopol (III)              | 0:3                   | Tawrija Simferopol (III)             |
| 31.08.2021 | FSK Bukowina Czernowitz (III) | 1:1 n. V. (2:4 i. E.) | FK Prykarpattja Iwano-Frankiwsk (II) |
| 31.08.2021 | Balkany Sorja (III)           | 1:3 n. V.             | WPK-Ahro Schewtschenkiwka (II)       |
| 31.08.2021 | FK Tschernihiw (III)          | 1:5                   | Alians Lypowa Dolyna (II)            |
| 31.08.2021 | Metalurh Saporischschja (III) | 2:3                   | Hirnyk-Sport Horischni Plawni (II)   |
| 31.08.2021 | Obolon Kiew (II)              | 1:0                   | FK Polissja Schytomyr (II)           |
| 31.08.2021 | LNS Tscherkassy (III)         | 2:1                   | Olympik Donezk (II)                  |
| 31.08.2021 | Karpaty Lwiw (III)            | 2:3 n. V.             | Wolyn Luzk (II)                      |
| 01.09.2021 | Skoruk Tomakiwka (III)        | 0:3                   | Metalist Charkiw (II)                |
| 01.09.2021 | MFK Mykolajiw (III)           | 4:1                   | FK Wowtschansk (III)                 |

## 1. Runde
Teilnehmer: Die 11 Sieger der 1. Runde und die 11 Vereine der Premjer-Liha 2020/21, die die Saison mit Platz 6 oder schlechter abschnitten.
| Datum      |                                      | Ergebnis              |                          |
| ---------- | ------------------------------------ | --------------------- | ------------------------ |
| 21.09.2021 | MFK Mykolajiw (III)                  | 0:3                   | Ruch Lwiw (I)            |
| 21.09.2021 | Metalist Charkiw (II)                | 2:1                   | Desna Tschernihiw (I)    |
| 22.09.2021 | Tawrija Simferopol (III)             | 1:3                   | FK Oleksandrija (I)      |
| 22.09.2021 | LNS Tscherkassy (III)                | 2:1                   | Inhulez Petrowe (I)      |
| 22.09.2021 | WPK-Ahro Schewtschenkiwka (II)       | 1:2                   | SK Dnipro-1 (I)          |
| 22.09.2021 | Wolyn Luzk (II)                      | 0:0 n. V. (5:6 i. E.) | FK Mariupol (I)          |
| 22.09.2021 | Obolon Kiew (II)                     | 0:1                   | Weres Riwne (I)          |
| 23.09.2021 | Episentr Dunajiwzi (III)             | 0:1                   | Metalist Charkiw (I)     |
| 23.09.2021 | Hirnyk-Sport Horischni Plawni (II)   | 0:2                   | FK Lwiw (I)              |
| 23.09.2021 | FK Prykarpattja Iwano-Frankiwsk (II) | 1:4                   | Tschornomorez Odessa (I) |
| 23.09.2021 | Alians Lypowa Dolyna (II)            | 3:2                   | FK Mynaj (I)             |

## Achtelfinale
Teilnehmer: Die 11 Sieger der 1. Runde und die besten 5 Teams der vergangenen Premjer-Liha-Saison.
| Datum      |                           | Ergebnis              |                      |
| ---------- | ------------------------- | --------------------- | -------------------- |
| 26.10.2021 | Metalist Charkiw (I)      | 2:5                   | FK Oleksandrija (I)  |
| 27.10.2021 | Weres Riwne (I)           | 1:3                   | Worskla Poltawa (I)  |
| 27.10.2021 | FK Mariupol (I)           | 1:2                   | Dynamo Kiew (I)      |
| 27.10.2021 | Tschornomorez Odessa (I)  | 0:3                   | Schachtar Donezk (I) |
| 28.10.2021 | Alians Lypowa Dolyna (II) | 1:1 n. V. (2:3 i. E.) | FK Lwiw (I)          |
| 28.10.2021 | Ruch Lwiw (I)             | 0:2 n. V.             | Sorja Luhansk (I)    |
| 28.10.2021 | Metalist Charkiw (II)     | 1:0                   | Kolos Kowaliwka (I)  |
| 01.12.2021 | LNS Tscherkassy (III)     | 0:2                   | SK Dnipro-1 (I)      |

## Viertelfinale
| Datum      |                       | Ergebnis |                      |
| ---------- | --------------------- | -------- | -------------------- |
| 01.03.2022 | Metalist Charkiw (II) | abgesagt | Sorja Luhansk (I)    |
| 02.03.2022 | FK Oleksandrija (I)   | abgesagt | Dynamo Kiew (I)      |
| 02.03.2022 | FK Lwiw (I)           | abgesagt | Schachtar Donezk (I) |
| 02.03.2022 | SK Dnipro-1 (I)       | abgesagt | Worskla Poltawa (I)  |

## Halbfinale
| Datum      |  | Ergebnis |  |
| ---------- |  | -------- |  |
| 20.04.2022 |  | abgesagt |  |
| 20.04.2022 |  | abgesagt |  |

## Finale
| Datum      |  | Ergebnis |  |
| ---------- |  | -------- |  |
| 11.05.2022 |  | abgesagt |  |